# Robert Corwin Bannister
Robert Corwin Bannister (* 4. Juni 1935) ist ein US-amerikanischer Historiker.
Bannister war bis zu seiner Emeritierung im Jahr 1998 Professor am Swarthmore College in Swarthmore, Philadelphia. Seine Schwerpunkte sind die amerikanische Kultur im 19. und 20. Jahrhundert, Reformbewegungen und die Geschichte der Soziologie. Außerdem ist er einer der führenden Experten zum Sozialdarwinismus.

## Schriften
- Ray Stannard Baker. The Mind and Thought of a Progressive. Yale University Press, 1966.
- als Herausgeber: American Values in Transition. Harcourt-Brace, 1972.
- Social Darwinism. Science and Myth in Anglo-American Social Thought. Temple University Press, 1979.
- Sociology and Scientism. The American Search for Objectivity 1880–1940. University of North Carolina, 1987.
- Jessie Bernard. The Making of a Feminist. Rutgers University Press, 1991.